# Amel Safta
Pour les articles homonymes, voir Safta.
Amel Safta (arabe : أمال سفطة), née le 5 décembre 1957 à Benghazi en Libye, est une actrice et poétesse tunisienne. Elle est également universitaire et traductrice.
Elle s'est essayée à l'écriture journalistique dans la revue Réalités, se spécialisant dans la critique culturelle.

## Filmographie

### Cinéma

#### Longs métrages
- 1992 : Le Sultan de la médina de Moncef Dhouib : Sabiha
- 1997 : Redeyef 54 d'Ali Labidi : fille francophone/francophile d'un militant tunisien
- 2001 : Fatma de Khaled Ghorbal : universitaire/initiatrice

#### Courts métrages
- 1984 : La Lune est menteuse de Costa Kekemenis : voyageuse
- 1989 : Sous le signe du poisson de Taoufik Rayes : bohémienne
- 2006 : Train Train de Taoufik Béhi : épouse meurtrière
- 2007 : Froid de canard de Aymen Jallouli : femme divorcée
- 2009 : Hallucinations de Ramzi Berhouma : infirmière

### Télévision
- 1989 : Ebhath maâna d'Abderrazak Hammami : Najet
- 1991 : Min bàbil ihtiyàt de Safwat Al Qoushayri : infirmière
- 1993 : Warda de Hamadi Arafa : épouse enceinte et atteinte du cancer
- 1993 : El Assifa d'Abdelkader Jerbi : sœur perfide
- 1994 : Ghada de Mohamed Hadj Slimane : serveuse juive dans un bar-restaurant
- 1995 : El Hassad d'Abdelkader Jerbi : Saloua
- 1996 : Allayla-l-fàcila (téléfilm) d'Ali Abidi : épouse adultère et meurtrière
- 1997 : Acharîk d'Abderrazak Hammami : épouse résignée d'un PDG (Abdelmajid Lakhal)
- 2005 : Charaâ el Hobb de Hamadi Arafa
- 2006 : Nwassi w Ateb d'Abdelkader Jerbi
- 2007 : Layali el bidh de Habib Mselmani : Kawther El Abed
- 2008 : Bin Ethneya de Habib Mselmani : Khedija
- 2008-2009 : Maktoub (saisons 1-2) de Sami Fehri : Najet Ben Ahmed
- 2010 : Dar Lekhlaa d'Ahmed Rjeb et Nabil Bessaïda : Rakia

### Théâtre
- 1971 : L'Hôtel touristique, mise en scène de Yvonne Valentine, Tunis, Maison de la culture Ibn Rachiq : hippy (jeune première)
- 1984 : La Fiancée de l'eau, Med Dib, mise en scène de Line Hatchuel, Paris, Cité internationale universitaire : vieille femme
- 1989 : Les Elégies de Jugurtha d'Abdallah Rouached : épouse de Jugurtha (reine)
- 1992 : Les Troyennes de Daniel Benoin, Théâtre de la ville de Tunis/Comédie de Saint-Étienne (sous la direction de Daniel Benoin) : Andromaque
- 1994 : Dom Juan de Mohamed Driss, Théâtre national tunisien : Charlotte

### Auteur
- Amel Safta, 1999 ou Fleur de kapock, poèmes de Tunis, Saint-Denis, Éditions Édilivre, 2014, 56 p. (ISBN 978-2-332-83200-9).
- Amel Safta, Le Kapokier, poèmes de Tunis. 2000-2010, Saint-Denis, Éditions Édilivre, 2014, 158 p. (ISBN 978-2-332-76984-8).
- Amel Safta, Ginseng ou Poèmes oubliés, 2000-2005, Saint-Denis, Éditions Édilivre, 2014, 34 p. (ISBN 978-2-332-79296-9).
- Amel Safta, I.A.O., pièce de théâtre en un acte, Saint-Denis, Éditions Édilivre, 2014, 36 p. (ISBN 978-2-332-76987-9).
- Amel Safta, La Boîte, histoire pour enfants, Saint-Denis, Éditions Édilivre, 2014, 16 p. (ISBN 978-2-332-64586-9).
- Amel Safta, Commentaire stylistique de la fin du dernier chapitre de L'Ingénu de Voltaire, Saint-Denis, Éditions Édilivre, 2014, 22 p. (ISBN 978-2-332-84365-4).
- Amel Safta, Point de vue sur Carthage ne sera pas détruite de Mezri Haddad, Saint-Denis, Éditions Édilivre, 2014, 16 p. (ISBN 978-2-332-83906-0).
- (ar) Amel Safta, Étendue sur la corde du temps, Tunis, Centre de recherches, d'études, de documentation et d'information sur la femme, 2016, 214 p. (ISBN 978-9973-931-81-8).
- Amel Safta, Étude pragmatique de trois titres de théâtre pour jeune public, Saint-Denis, Éditions Édilivre, 2016, 38 p. (ISBN 978-2-334-13115-5).
- Amel Safta, Tahar Bekri : poète tunisien, Saint-Denis, Éditions Édilivre, 2016, 22 p. (ISBN 978-2-334-17737-5).

### Traductrice
- Noureddine Bettaïeb (trad. de l'arabe par Amel Safta), Ô toi... Solitude, poésie tunisienne, Saint-Denis, Éditions Édilivre, 2014, 26 p. (ISBN 978-2-332-65127-3).
- Jelloul Azzouna (trad. de l'arabe par Amel Safta), « Tu es belle ! » extrait de L'Opprobre, Saint-Denis, Éditions Édilivre, 2014, 14 p. (ISBN 978-2-332-82021-1).
- Mokhtar Louzir (trad. de l'arabe par Amel Safta), Le Poussinet, Saint-Denis, Éditions Édilivre, 2014, 14 p. (ISBN 978-2-332-68576-6).
- Anonyme (trad. de l'arabe par Amel Safta), Le Prince équitable : pièce de théâtre tunisienne pour enfants, Saint-Denis, Éditions Édilivre, 2015, 16 p. (ISBN 978-2-332-94040-7).
- Kamel Helali (trad. de l'arabe par Amel Safta), Le Coquelet et le renardeau, Saint-Denis, Éditions Édilivre, 2015, 30 p. (ISBN 978-2-332-83197-2).
- Ibn al-Muqaffa (adaptation de Taïeb Triki) (trad. de l'arabe par Amel Safta), Le Loup, le corbeau, le chacal et le chameau, Saint-Denis, Éditions Édilivre, 2015, 16 p. (ISBN 978-2-332-92474-2).
- Emna Louzyr (trad. de l'arabe par Amel Safta et Mongi Chemli), Le Silence des volcans, Saint-Denis, Éditions Édilivre, 2015, 80 p. (ISBN 978-2-332-64850-1).
- Anonyme (trad. de l'arabe par Amel Safta), Conséquence de la désobéissance, pièce de théâtre tunisienne pour enfants, Saint-Denis, Éditions Édilivre, 2015, 24 p. (ISBN 978-2-332-94046-9).
- Anonyme (trad. de l'arabe par Amel Safta), Achaâb et les poissons, pièce de théâtre tunisienne pour enfants, Saint-Denis, Éditions Édilivre, 2015, 16 p. (ISBN 978-2-332-92477-3).
- Béchir Talmoudi (trad. de l'arabe par Amel Safta), Le Petit homme, Saint-Denis, Éditions Édilivre, 2016, 18 p. (ISBN 978-2-332-91003-5).
- Comptines de Tunisie : traduction du dialecte tunisien  (trad. de l'arabe par Amel Safta), Saint-Denis, Éditions Édilivre, 2016, 44 p. (ISBN 978-2-332-92471-1).
- (ar) Choix de poésie universelle  (trad. Amel Safta et Mongi Chemli), Tunis, Diyar Éditions, 2019, 144 p. (ISBN 978-9938-928-65-5).